# 辰鼓楼

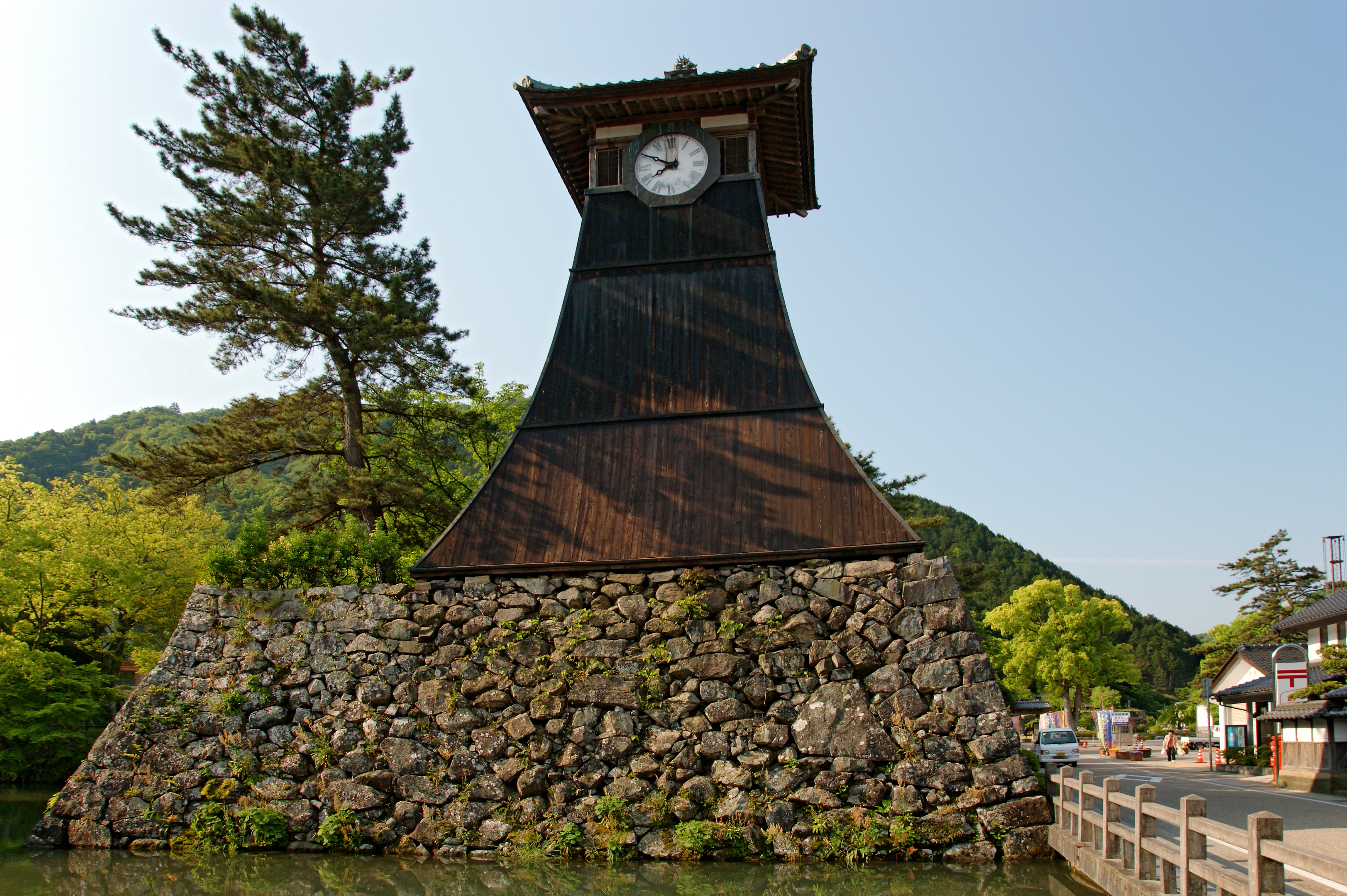
辰鼓楼

辰鼓楼（しんころう）は、兵庫県豊岡市出石の出石総合支所敷地（旧出石町役場、旧弘道小学校敷地）にある、明治時代初期の時計台。高さは本体が木造4層で13メートル、支える石垣が5メートル。出石藩出石城の城下町にあり、城の石垣など廃材を利用して1871年（明治4年）に建てられ、当初は太鼓で時を告げていた。1881年（明治14年）に地元の医師が機械式大時計を寄贈し、同年9月8日から時計台として稼働し始めた。同年8月12日には北海道の札幌市時計台が稼働しており、日本国内で二番目に古い時計台である。
豊岡市出石伝統的建造物群保存地区を代表する建造物である。2020年代の現在は、録音した太鼓の音を午後1時に流している。

## 辰鼓楼のなりたち
辰鼓楼の楼閣本体は1871年6月1日（明治4年4月14日）に完成し、辰の刻を知らせる太鼓を叩く楼閣であった。太鼓は藩主の登城を知らせるために用いられたとする説もある。
1881年（明治14年）に旧藩医の池口忠恕が大病を患った際に、地元民から御見舞いや全快祝いを受けたことへの御礼として大時計を寄贈して辰鼓楼に設置された。ただ、時計の製造国については、オランダ製の時計を購入してメンテナンスのために東京に2人の青年を派遣して技術を学ばせたとする説と、時計造りの技術を学ばせるために東京に2人の青年を派遣した（あるいは長崎に派遣されてオランダ人に付いて修業した）とする説がある。
2017年（平成29年）5月から10月まで修復工事が行われた。この間、内部見学会なども開催された。

## 辰鼓楼に関する調査

### 日本国内で二番目に古い時計台

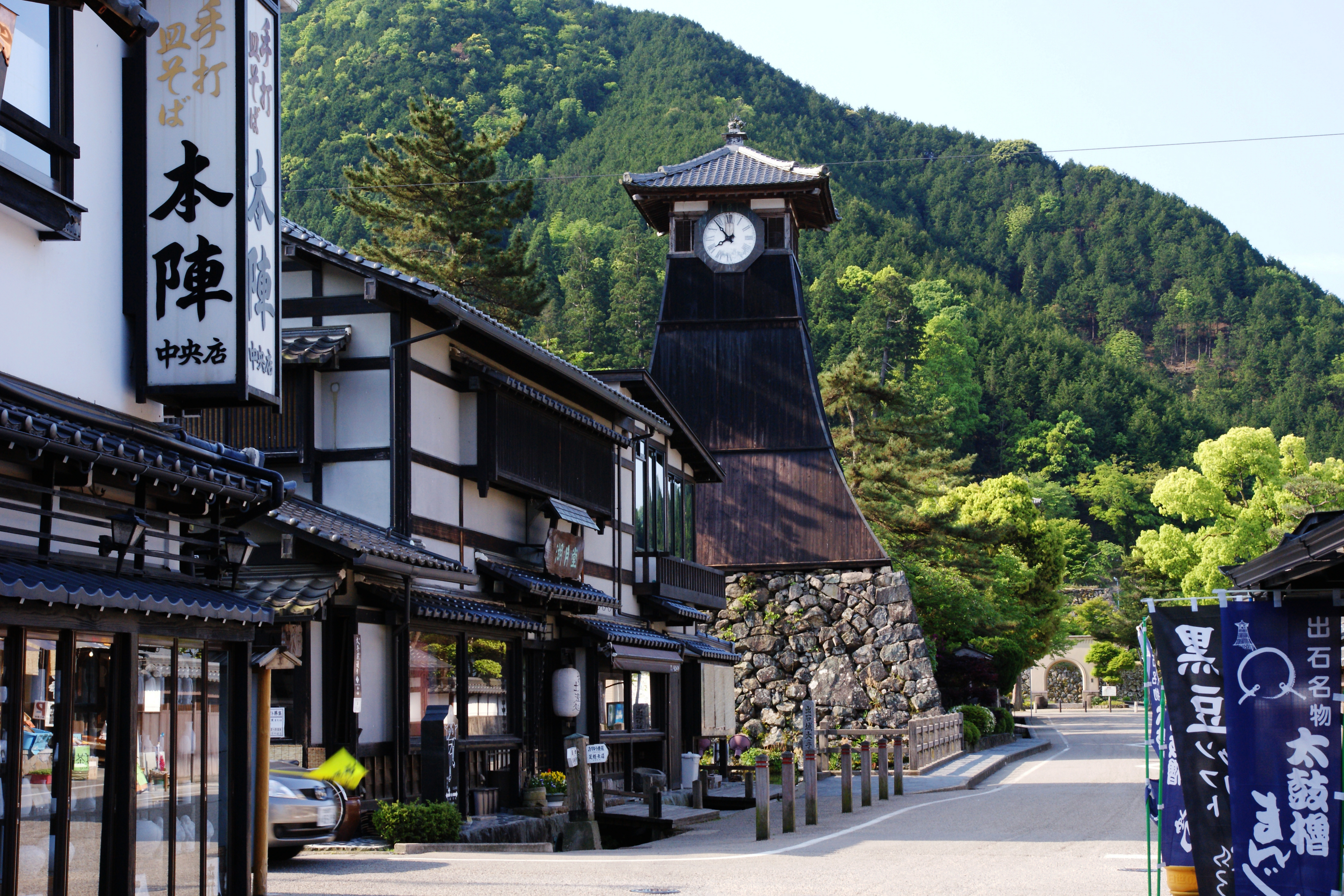
城下町出石と辰鼓楼

辰鼓楼は日本最古の時計台である可能性があったが、旧但馬國出石観光協会と豊岡市は2021年（令和3年）6月9日、翌日の時の記念日に取り上げられることを視野に、弘道小学校に残されていた日誌を歴史好きな地元の蕎麦店主が中心となって調査した結果として、時計台となったのは1881年（明治14年）9月8日であり、札幌農学校演武場に時計塔（札幌市時計台）が設置された1881年（明治14年）8月12日に比べて27日遅いと発表した。
このエピソードはNHKで特集されたほか、テレビ朝日系『激レアさんを連れてきた。』でも取り上げられた。調査担当者は、事実を知って1か月ほど悩んだが、ありのままを公表することになり、報道で知ったSNSなどでは「潔い」など好意的な評価が多かった。その後は、楼創建150周年ポスターなどに、従来の「日本最古」ではなく「日本最古年」と紹介している。
辰鼓楼についての古い記録が少なかったのは、鉄道（山陰本線）ルートから外れて明治以降に衰退した出石で、出石城復元などで町おこしの機運が高まって注目されるようになったのが1968年（昭和43年）以降という背景がある。

### 国産最古かに関する本格的調査
札幌市時計台の時計が米国製であることから、辰鼓楼の時計の初号機が日本製として国産最古かどうかを確認することとなった。2023年にNPO法人「但馬國出石観光協会」は兵庫県立大学に調査を依頼し、調査委員会が組織され、同年9月に姫路工学キャンパス（姫路市）に初号機が搬入された。初号機を参考に製造したとみられる2号機の分析から進められ、調査委員会では2028年3月に分析結果を取りまとめる予定としている。

## 交通アクセス
- 山陰本線・京都丹後鉄道の豊岡駅もしくは山陰本線八鹿駅から全但バス「出石」行きで約30分、終点下車。徒歩5分。

## 周辺情報
- 豊岡市出石伝統的建造物群保存地区
  - 出石城跡
  - 出石家老屋敷
  - 伊藤清永美術館